# Fjälostjärnarna (Överluleå socken, Norrbotten, 731936-177188)
Fjälostjärnarna är en sjö i Bodens kommun i Norrbotten och ingår i Altersundets huvudavrinningsområde.